# Coroico
Coroico – miasto w Boliwii, w departamencie La Paz, w prowincji Nor Yungas.
Połączone ze stolicą La Paz, słynną Drogą śmierci